# Jraníteli
Jraníteli (en ruso: Храни́тели, lit. 'Guardianes [del Anillo]') es una miniserie televisiva soviética basada en la novela de J. R. R. Tolkien La Comunidad del Anillo. Se emitió una vez en 1991 por la Televisión de Leningrado y entonces se creyó perdido. Se redescubrió en 2020 y se digitalizo en 2021. Incluye escenas de Tom Bombadil y Baya de Oro aquello estuvo omitido en la adaptación de Peter Jackson de la trilogía de película de los Anillos.

## Contexto
La novela de fantasía de J. R. R. Tolkien El Señor de Los Anillos se publicó en tres volúmenes en 1954 y 1955. Sea dudoso si el trabajo podría ser dramatizado o filmado, pero él y su editorial, Allen and Unwin, estaban feliz de hablar sobre propuestas de película, encima la condición de tener veto en decisiones creativas o de renunciar a aquellas para una gran suma de dinero. Los intentos tempranos eran principalmente animaciones; el primero fue la versión de Ralph Bakshi del 1978 de La Comunidad del Anillo con partes de Las Dos Torres. Los derechos de película entonces pasaron por varias manos, y filmaciones, sin importar si fuese con animación o de imagen real, fue considerado por muchos directores.

## Película

### Historia
Un guion que adaptaba La Comunidad del Anillo llamado Jraníteli ("Guardianes" del Anillo) fue creado con un presupuesto bajo en videocinta y salió al aire en los últimos días de la Unión Soviética en 1991. La película se pensó perdida, pero en 2020 se redescubrió y en 2021 se digitalizo y se publicó en YouTube. La película ha atraído interés por su inclusión de caracteres como Tom Bombadil, Baya de Oro, y el Tumulario, presentando en un desvío hecho por los protagonistas de Hobbit de la historia a través del Bosque Viejo, y omitido de la versión más tardía de Peter Jackson del Señor de los Anillos. El teleplay tuvo una narración por Andrei "Dyusha" Romanov de la banda de rock rusa Akvarium. Se usó la traducción rusa de 1982 del libro de Tolkien creada por Vladimir Muravyov y Andrey Kistyakovsky. El actor Sergey Shelgunov, quién actuó como Merry Brandigamo, recordó que la grabación entera abarcó algunos nueve horas, y tuvo lugar en aproximadamente una semana.

### Sinopsis
Jraníteli está compuesto por dos episodios, de 50 minutos y 64 minutos respectivamente.
Parte 1 empieza con el Hobbit Bilbo Bolsón partido de cumpleaños, con un espectáculo de fuegos artificiales. Bilbo se pone en el Anillo y desaparece, causando consternación. Frodo Bolsón Hereda el anillo después de que Bilbo se va. Un jinete negro aparece, en caballos negros, en un flashback, seguidos por la historia de Smeagol y cómo asesina su primo Deagol y convierte en el monstruo Gollum. El brujo Gandalf encuentra a Gollum y le interroga. Frodo y sus tres compañeros hobbits viajan, cruzando la Comarca a Crickhollow en Buckland. Se introducen en el Bosque Viejo, donde el Viejo Hombre-Sauce atrapa un hobbit. Son rescatados por Tom Bombadil, quién lleva a los hobbits a su casa, donde su mujer Baya de Oro les entretiene en su mesa. Salieron otra vez, sólo para ser atrapados una vez más, esta vez por un Tumulario.
En Parte 2, el Tumulario deja a los hobbits inconscientes en el túmulo. Frodo Despierta y convoca a Tom Bombadil, quién libera los Hobbits. Montan a través de un paisaje de bosques nevados a Bree y entran al Póney Pisador. Comen y bebida; Pero mientras Frodo y una mujer bailan y cantan Frodo se pone el Anillo y desaparece, causando shock. Frodo conoce a Aragorn; los Hobbits se van con él a un dormitorio, donde explica quién es. Aceptan viajar con él. Viajan a Weathertop, donde luchan con unos Nazgûl. Frodo queda herido y cae inconsciente. Montan a Rivendel, donde Frodo despierta. El Elfo-señor Elrond reúne al concilio; Boromir dice que utilicen el Anillo contra el enemigo, pero están de acuerdo en cambio para formar una Comunidad para tomarlo a Mordor y destruirlo dónde fue creado, en los fuegos de Orodruin. En un flashback, Gandalf conoce el brujo blanco Saruman y ve que ha ido al lado del mal, con su ejército propio de orcos; Saruman encarcela Gandalf en su torre, Orthanc, pero Gandalf está rescatado por una águila. Atrás en Rivendel, el enano Gimli y el elfo Legolas se unen a la Comunidad. El viaje de Camaradería al reino subterráneo de Moria donde luchan monstruos y orcos. Cruzan el puente estrecho y se dan cuenta de que Gandalf ha sido asesinado por el Balrog. Llegan en Lothlórien donde los Elfos bailan en un bosque dorado; el sueño de Hobbits. Conocen el señora de los Elfos Galadriel; Frodo le ofrece el Anillo, el cual rechaza; el ojo del Señor Oscuro Sauron está buscando el Anillo. Boromir intenta conseguir el Anillo de Frodo; Frodo y Sam salen de la comunidad para ir a Mordor en su propio camino.

## Recepción
Los valores de producción de la película han sido descritos tan de otra era, con conjuntos básicos y ",mediocres" efectos de pantalla verde. Los comentaristas occidentales saludaron su re-aparición con comentarios sobre su "producción gloriosamente" rudimentaria. NME cito a un usuario ruso cuando escribió "es tan absurdo y monstruoso cuando es divino y magnífico. La canción de apertura es especialmente preciosa. Gracias al que encontró esta rareza." Newsweek cito a otro usuario cuando que dijo que "Mientras escuchaba la triste canción de apertura, casi muero de risa y placer". El Metro comentó que los efectos sencillos del teleplay le dan un ambiente más como "una producción de teatro antes que una película, el cual añade al encanto". El Correo de Nueva York citó a un "pensativo" espectador estadounidense quién deseaba un héroe "ruso" para crear subtítulos en inglés. El canal ruso REN TV notó que el Elfo Legolas estuvo interpretado por una mujer, Olga Serebryakova, hija del director de la película. The Chicago Tribune comentó que el narrador (Andrei "Dyusha" Romanov) es "un hombre con barba que lleva aquellas gafas gigantes que eran la moda en 1991", mientras el mágico flou artístico parecía para ser una mancha de gel para cabello en la lente de cámara. La Entretaintment Weekly describió la escena de Bombadil como evocando "un sentido de surrealismo de cuento de hadas".
La BBC notó que dentro unos cuantos días de su reaparición, el primer episodio había tenido medio millón de visitas, y describió la película como "una reimaginación soviética raramente psicodélica", Muy diferente a la adaptación más tardía de Jackson. Comentaron que los trajes se veían como si habían sido tomados prestado de producciones de teatro de Shakespeare o Lope de Vega, de modo que el brujo Gandalf se pareció a un caballero andante, y el Elfo-señor Elrond estuvo vestido como Otelo.

## Reparto
El reparto incluyó:
- Aragorn/Trancos: Andréi Tenetko
- Cebadilla Mantecona ("Lavr Narkiss"): Nikolay Burov
- Bilbo Bolsón: Georgy Shtil
- Boromir: Evgeny Solyakov
- Elrond: Andréi Tolshin
- Frodo Bolsón: Valery Dyachenko
- Galadriel: Elena Solovéi
- Baya de Oro ("Zolotinka"[20]): Regina Lialeikite
- Gollum: Viktor Smirnov
- Gandalf: Victor Kostetskiy
- Legolas: Olga Serebryakova
- Lobelia Sacovilla-Bolsón ("Lyubeliya Lyakoshel"): Lillian Malkina
- Merry Brandigamo: Serguéi Shelgunov
- Pippin Tuk: Vadim Nikitin
- Sam Gamyi ("Sam Scrombie"): Vladímir Matveev
- Saruman: Evgeny Baranov
- Tom Bombadil: Serguéi Parshin
- Narrator: Dyusha Romanov

## Equipo
El equipo de rodaje incluyó:
- Natalya Serebryakova: Directora, Guionista[16]
- Larisa Lebedeva: Producción[21]
- Andrei "Dyusha" Romanov: Música[1][21]
- Anatoliy Korinetskiy: Cinematografía[21]
- Ida Kaydanova: Accesorios[21]
- Viktoriya Yermakova: Producción de Diseño[21]
- Yuliya Goltsova: Vestuario[21]
- Vanentina Efimova: Dirección de Sonido[21]